# Issues
Issues ist eine 2012 gegründete Metalcore-/R&B-Band aus Atlanta, Georgia, Vereinigte Staaten.

## Geschichte

### Gründung undBlack Diamonds-EP
Issues wurde im Jahr 2012 vom ehemaligen Woe,-Is-Me-Sänger Tyler Carter in Atlanta, Georgia ins Leben gerufen. Er gab in einem Statement bekannt, dass er die Band mit weiteren ehemaligen Woe,-Is-Me-Musikern besetzen wollte, darunter Cory und Ben Ferris sowie Michael Bohn. Weitere Mitglieder fanden sich in AJ Rebollo und Case Snedecor.
Noch bevor die Musiker die Arbeiten an der EP Black Diamonds beginnen konnten, verließen Cory und Ben Ferris die Gruppe, da sie sich nicht in der Lage sahen mit der Band im Studio zu arbeiten. Die beiden gründeten im selben Jahr die Gruppe Cursed Sails. Tyler Acord und sein Bruder Skyler sprangen interimsweise für die Produktion der EP als Gastmusiker ein. Im Jahr 2013 wurden die beiden fest in die Gruppe integriert, nachdem sich ihre Band Jake Vintson auflöste. In einem längeren Statement, welches Tyler Acord im November 2015 veröffentlichte, war er sich zunächst unsicher, ob er als festes Mitglied in die Band einsteigen sollte, da er zu dieser Zeit als Angestellter bei Atlantic Records arbeitete. Nach einer absolvierten Tournee mit Silverstein im Jahr 2013 sagte er ein festes Engagement als Musiker in der Band zu, das er Ende 2015 aufgrund von persönlichen Gründen beendete.
Die erste Konzertreise der Gruppe war im Rahmen der Party with the Devil Tour, bei der Gruppe mit Make Me Famous, Ice Nine Kills und Adestria als Vorband für Attila durch die Vereinigten Staaten. Die Debüt-EP Black Diamonds erschien am 13. November 2012 und stieg auf Platz 96 der offiziellen US-Charts ein. Im Rahmen der Punk Goes Pop 5-Kompilation spielte die Band ein Cover des Liedes Boyfriend von Justin Bieber ein.

### DebütalbumIssuesundDiamond Dreams
Die erste Veröffentlichung des Jahres 2013 war die Standalone-Single Hooligans, das zusammen mit einem eigenen Musikvideo herausgebracht wurde. Im Mai 2013 verließ Schlagzeuger Case Snedecor aufgrund musikalischer Differenzen die Band. Bereits einen Monat später konnte mit Josh Manuel sein Nachfolger gefunden werden. Am 19. Mai 2013 spielte die Gruppe ihr erstes Konzert im Rahmen der Warped Tour.
Issues gaben bekannt, die EP Black Diamonds erneut aufnehmen und als Akustik-EP veröffentlichen zu wollen, allerdings wurde dieser Plan nicht mehr realisiert und keine weiteren Details veröffentlicht. Das Debütalbum sollte im November 2013 erscheinen, jedoch wurde das Veröffentlichungsdatum zunächst auf Januar 2014 verlegt. Im Dezember wurde die Veröffentlichung erneut verschoben, dieses Mal auf den 18. Februar 2014. Es wurde nach der Band benannt. Letztendlich erschien das Album weltweit am 18. Februar 2014 über Rise Records. Es stieg prompt in die Top Ten der US-Charts ein, wo es den neunten Platz belegte. Issues spielten erneut für die Punk Goes…-Reihe ein weiteres Lied ein. Für Punk Goes Christmas wurde das Weihnachtslied Merry Christmas, Happy Holidays eingespielt. Die Kompilation erschien am 2. November 2013.
Es wurde bekannt, dass die Gruppe im April 2014 zusammen mit Beartooth als Vorband für Of Mice & Men durch Europa touren werden. Bereits im Februar und März 2014 tourte die Band mit Of Mice & Men im Rahmen der The American Dream Tour durch die Vereinigten Staaten und Kanada. Begleitet wurde diese Tournee außerdem von Northlane, Letlive und Bring Me the Horizon. Auch gaben Issues bekannt, dass die Band 2014 die komplette Warped Tour absolvieren würden. Auch wurde die Band für das Schwesterfestival Reading and Leeds gebucht.
Am 5. Dezember 2014 spielte die Gruppe zusammen mit Sleepwave und Young Guns ein Konzert als Vorband für Bring Me the Horizon in der Wembley Arena in London. Zwischen Oktober und Dezember 2014 tourte die Gruppe mit I Killed the Prom Queen und Ghost Town durch die Vereinigten Staaten. Am 18. November 2014 erschien die zweite EP namens Diamond Dreams. Hierfür wurden ältere Stücke der Gruppe mit Akustikinstrumenten neu vertont. Eine physische Kopie lag der Neuauflage des Debütalbums bei, als eigenständige EP erschien diese am 2. Dezember 2014 jedoch lediglich auf digitaler Ebene. In der ersten Verkaufswoche konnte das Album knapp 4.000 vertrieben werden. Im März und April 2015 war Issues als Vorband für Pierce the Veil und Sleeping with Sirens auf deren gemeinsamen Europatour zu sehen.

### Headspace
Am 28. Mai 2015 gaben die Musiker bekannt, mit den Schreibarbeiten für das zweite Studioalbum begonnen zu haben. Die Band beendeten die Aufnahmen an dem Album am 17. August 2015. Vier Tage vor Beginn der Arbeiten an dem neuen Album tourte die Gruppe mit Tonight Alive und State Champs als Vorband für All Time Low durch die Vereinigten Staaten. Die Tour begann am 15. April 2015 und endete am 24. Mai 2015. Am 22. Juli 2015 erhielt die Gruppe eine Auszeichnung als „Künstler des Jahres“ bei den Alternative Press Music Awards, welche in der Quicken Loans Arena in Cleveland, Ohio vergeben wurden. Vom 1. bis 25. Oktober 2015 ist die Band als Support für Bring Me the Horizon durch die Vereinigten Staaten und Kanada unterwegs. Nachdem Tyler Acord bereits im Januar 2015 angekündigt hatte, in diesem Jahr nicht mit der Band aufzutreten, gab er im November via Twitter bekannt, komplett aus der Band auszusteigen, um sich auf seine neue Rolle als Musikproduzent kümmern zu können. Er sagte, er stehe der Gruppe lediglich als Gastmusiker zur Verfügung. Am 24. März 2016 präsentierte die Band mit The Realest das erste Lied aus dem neuen Album, welches Headspace heißt, an und gab bekannt, dass das neue Album am 20. Mai 2016 veröffentlicht werden wird.
Vom 20. März bis zum 18. April 2016 tourt die Gruppe als Headliner der Monster Energy Outbreak Tour durch Nordamerika. Begleitet wird diese Konzertreise von Crown the Empire, One Ok Rock und Night Verses. Den Sommer des Jahres 2016 verbringt die Band auf mehreren großen Musikfestivals, darunter dem Slam Dunk Festival, den Schwesterfestivals Rock am Ring und Rock im Park, sowie auf der kompletten Warped Tour.

### 2020: Trennung von Tyler Carter
Am 2. September 2020 gaben die Musiker bekannt, sich von ihrem Sänger und Gründungsmitglied Tyler Carter getrennt zu haben. Grund für diesen Schritt sind diverse Anschuldigungen wegen Grooming und sexuellem Fehlverhaltens Seitens des Musikers gegenüber mehrerer teils minderjährigen weiblichen Fans der Gruppe. Carter selbst gab in einem offiziellen Statement zwei Tage darauf zu, Fehler gemacht und Grenzen überschritten zu haben.

## Musikstil
Der Musikstil der Gruppe wurde von mehreren Kritiken der Black Diamonds-EP als Metalcore mit Einflüssen des Contemporary R&B beschrieben. Die Musiker selber sagen, dass die Band versuche erfolgreiche Top-40-Musik mit Metal zu mischen, wie der Nu Metal, welcher die Genres Heavy Metal und Hip-Hop miteinander vereint.

## Diskografie

### Alben
| Jahr | Titel Musiklabel                | Höchstplatzierung, Gesamtwochen, AuszeichnungChartplatzierungen (Jahr, Titel, Musiklabel, Platzierungen, Wochen, Auszeichnungen, Anmerkungen) | Höchstplatzierung, Gesamtwochen, AuszeichnungChartplatzierungen (Jahr, Titel, Musiklabel, Platzierungen, Wochen, Auszeichnungen, Anmerkungen) | Anmerkungen                            |
| Jahr | Titel Musiklabel                | UK | US | Anmerkungen                            |
| ---- | ------------------------------- | --- | --- | -------------------------------------- |
| 2014 | Issues Rise Records             | UK77 (1 Wo.)UK | US9 (3 Wo.)US | Erstveröffentlichung: 18. Februar 2014 |
| 2016 | Headspace Rise Records          | UK73 (1 Wo.)UK | US20 (2 Wo.)US | Erstveröffentlichung: 20. Mai 2016     |
| 2019 | Beautiful Oblivion Rise Records | — | US181 (1 Wo.)US | Erstveröffentlichung: 4. Oktober 2019  |

### EPs
| Jahr | Titel                       | Höchstplatzierung, Gesamtwochen, AuszeichnungChartsChartplatzierungen (Jahr, Titel, Platzierungen, Wochen, Auszeichnungen, Anmerkungen) | Anmerkungen                             |
| Jahr | Titel                       | US | Anmerkungen                             |
| ---- | --------------------------- | --- | --------------------------------------- |
| 2012 | Black Diamonds Rise Records | US96 (1 Wo.)US | Erstveröffentlichung: 13. November 2012 |
| 2014 | Diamond Dreams Rise Records | — | Erstveröffentlichung: 18. November 2014 |